# Mora (Sparte)
Pour les articles homonymes, voir Mora.

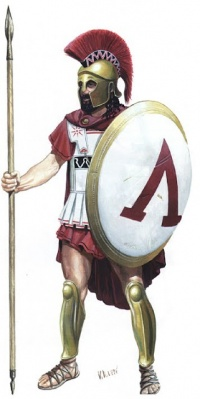
Illustration possible d'un soldat spartiate appartenant à une mora

La mora (grec ancien: μόρα), également appelée en français more (mot féminin ou masculin), est un régiment dans l'armée spartiate.

## Histoire
L'armée spartiate est découpée en 6 moras d'environ 1 280 hommes (chiffre maximal), dirigée par un polémarque. Chaque mora est composée de 2 lochoi de 640 hommes, sous l'autorité d'un lochage ; le lochos est divisé en 8 pentekostyes, le pentekostys est dirigé par le pentécontère qui a sous ses ordres 2 unités d'une quarantaine d'hommes. Ces unités, appelées énomoties, sont structurées par des cadres, les énomotarques. Dans chaque mora, il y a un lochos de Sparte, et un lochos de périèques, ces derniers étant issus des cités autonomes mais non souveraines placées sous le contrôle de Sparte. Les hippeis (« cavaliers ») appartiennent à la première mora et sont, à Sparte, l'élite de l'armée, l'aile droite. Ils sont sélectionnés par des officiers appelés hippagretai, dont tous les membres étaient au moins pères d'un fils, afin de prolonger la lignée.
Chaque mora est distincte d'une autre : elles campent et vont au combat séparément, accompagnée d'une suite séparée. Des sacrifices sont offerts chaque matin, et avant chaque bataille par le roi ou les officiers ; si les oracles ne lui sont pas favorables, un chef pieux peut refuser la bataille, ne pas prendre part au combat.